# Otari Kvantrixvili
Otari Vitalievitx Kvantrixvili (en georgià : ოთარ კვანტრიშვილი, també conegut com a Otárik; Zestaponi, 27 de gener de 1948 - Moscou, 5 d'abril de 1994) va ser un georgià cap d'un dels grups més importants del crim organitzat al Moscou de principis de la dècada del 1990.
Nascut el 1948 a Zestaponi, un poble de la regió d'Imerècia, de jove practicà la lluita esportiva. Condemant per violació el 1964, Otari Kvantrixvili i el seu germà Amiran van formar part de l'històric grup criminal de Guennadi Karkov (El Mongol), que operava a Moscou. Quan aquest es va dissoldre els anys 80 Otari va crear-ne el seu propi a través del Dynamo Sports Club, integrat per esportistes del seu entorn. El grup es va dedicar inicialment a l'extorsió, però evolucionà cap a la creació societats empresarials aparentment filantròpiques com la Fundació per a la Protecció Social dels Atletes o l'Academia dels Esports, que servien a Otari per mantenir una imatge d'empresari i alhora reclutar nous membres, operar en el mercat negre i defraudar impostos. Amb la fi del règim soviètic i la transició cap al capitalisme, Kvantrixvili es convertí en un personathe popular, amic de celebritats com el cantant Ióssif Kobzon, i va gaudir de favors del president Borís Ieltsin. A finals de 1993 va anunciar la creació d'un partit polític, el Partit dels Atletes. També exercí un paper de mediador en les disputes que aquells anys mantenien a Moscou les màfies txetxenes i eslaves, fet que segons algunes versions seria l'origen del seu assassinat, quan un franctirador el va disparar el 5 d'abril de 1994 quan sortia dels banys Krasnopresnenskie de la capital russa. Pel seu assassinat van ser condemnats, el 29 de setembre de 2008, quatre membres de l'organització Orekhovskaia: Oleg Pylev (cadena perpètua), Aleksei Xerstobitov (23 anys de presó), Pàvel Makàrov (13 anys de presó) i Serguei Ielizàrov (11 anys de presó).